# 로런츠 메달
로런츠 메달(네덜란드어: Lorentzmedaille)은 왕립 네덜란드 아카데미(네덜란드어: Koninklijke Nederlandse Akademie van Wetenschappen)에서 4년마다 수여하는 상이다. 헨드릭 로런츠가 박사 학위를 수여받은 지 50주년이 되는 1925년에 설립되었고, 주로 이론물리학에 공헌한 학자들을 기린다. 로런츠 메달 수상자 가운데 상당수는 노벨상을 수상하였다.

## 수상자
| 연도 | 수상자                                     |
| ---- | ------------------------------------------ |
| 2014 | 마이클 베리                                |
| 2010 | 에드워드 위튼                              |
| 2006 | 리오 카다노프                              |
| 2002 | 프랭크 윌첵                                |
| 1998 | 칼 위먼(Carl E. Wieman)                    |
| 1998 | 에릭 앨린 코넬(Eric Allin Cornell)         |
| 1994 | 알렉산드르 마르코비치 폴랴코프             |
| 1990 | 피에르질 드 젠                             |
| 1986 | 헤라르뒤스 엇호프트                        |
| 1982 | 아나톨 아브라강(프랑스어: Anatole Abragam) |
| 1978 | 니콜라스 블룸베르헌                        |
| 1974 | 존 해즈브룩 밴블렉                         |
| 1970 | 조지 윌렌벅(네덜란드어: George Uhlenbeck)  |
| 1966 | 프리먼 다이슨                              |
| 1962 | 루돌프 파이얼스                            |
| 1958 | 라르스 온사게르                            |
| 1953 | 프리츠 론돈                                |
| 1947 | 헨드릭 안토니 크라머르스                   |
| 1939 | 아르놀트 조머펠트                          |
| 1935 | 피터 디바이                                |
| 1931 | 볼프강 파울리                              |
| 1927 | 막스 플랑크                                |